# Azonosság (regény)
Az Azonosság (eredeti francia címén: L’identité) Milan Kundera regénye. Kundera a regényt már Franciaországban írta 1996-ban, franciául. Magyarul N. Kiss Zsuzsa fordításában jelent meg az Európa Könyvkiadónál 1997-ben.

## Cselekmény
A regény cselekménye egy szerelmespár, Chantal és Jean-Marc néhány napja, amely egy normandiai rövid vakációval kezdődik. Egy félreértésnek köszönhetően Jean-Marc névtelen szerelmesleveleket kezd küldözgetni szerelmének, Chantalnak. Saját magát egyfajta Cyrano-i szerepbe képzelve. Chantal nem szól a levelekről Jean-Marcnak, úgy gondolja, hogy egy idegen férfi írja neki a leveleket, és folyamatosan a levélíró személyazonosságát próbálja kitalálni. Később, mikor rájön, hogy a levelek írója csak Jean-Marc lehet, előbb összeveszik Jean-Marc-kal, majd hirtelen ötlettől vezérelve Londonba utazik a kollégáival. Jean-Marc megpróbálja követni, azonban Londonban elveszíti a nyomát. Chantal Londonban eltűnik a kollégái és Jean-Marc elől is, majd később egy orgia közepén találja magát, ahonnan szeretne elszabadulni, de már nem tud. Ekkor már saját és szerelme személyazonosságát sem képes felidézni. Rémálmából Jean-Marc mellett ébred. A kérdés, hogy e történet meddig volt valós, és honnan fordult rémálomba, nyitva marad.

## Szereplők
- Chantal
- Jean-Marc

## Megjelenések
Francia nyelven
1. L’identité, Párizs, 1997,

Magyarul
1. Azonosság; ford. N. Kiss Zsuzsa; Európa, Bp., 1997